# Prolagus sardus
Prolagus sardus (Сардинська піка) — вид родини Prolagidae ряду Зайцеподібні. Зник близько 1800 року.

## Фізичні характеристики
Він був описаний як «гігантський кролик, без хвоста».

## Середовище проживання
Ареал включав Корсику, Сардинію і невеликі сусідні острови Середземного моря.

## Загрози та охорона
Втрата місць проживання, хижацтво (ввезені собаки, коти, куницеві; люди), і конкуренція з інвазивними чужорідними видами (кролі, зайці) призвели до його зникнення.